# Aldemar Reyes Ortega
Aldemar Reyes Ortega (Ramiriquí, Boyacá, 22 de abril de 1995) es un ciclista colombiano. Desde 2024 corre para el equipo Team Banco Guayaquil-Ecuador de categoría Continental.

## Palmarés
2020
- Vuelta al Tolima, más 1 etapa

2021
- 1 etapa de la Vuelta a Colombia
- 2 etapas del Clásico RCN
- 1 etapa de la Clásica de Marinilla
- 1 etapa de la Vuelta a Boyacá

2022
- 1 etapa de la Vuelta a Colombia
- Juegos Bolivarianos en Ruta
- Clásico RCN, más 2 etapas
- 1 etapa de la Vuelta Bantrab

## Resultados en Grandes Vueltas
Durante su carrera deportiva ha conseguido los siguientes puestos en las Grandes Vueltas. 
| Carrera | Carrera         | 2016 | 2017 | 2018 | 2019 | 2020 | 2021 | 2022 | 2023 |
| ------- | --------------- | ---- | ---- | ---- | ---- | ---- | ---- | ---- | ---- |
|         | Giro de Italia  | —    | —    | —    | —    | —    | —    | —    | —    |
|         | Tour de Francia | —    | —    | —    | —    | —    | —    | —    | —    |
|         | Vuelta a España | —    | 45.º | —    | —    | —    | —    | —    | —    |

—: no participa

Ab.: abandono

## Equipos
- GW Shimano (2014-2015)
- Manzana Postobón Team[1] (2016-05.2019)
- GW Shimano (06.2019-12.2019)
- EPM-Scott (2020-2021)
- Team Medellín-EPM (2022-2023)
- Team Banco Guayaquil-Ecuador (2024-)